# つばきファクトリー コンサート2021「CAMELLIA〜日本武道館スッペシャル〜」
『つばきファクトリー コンサート2021「CAMELLIA〜日本武道館スッペシャル〜」』（つばきファクトリー コンサート2021 カメリア にほんぶどうかんスッペシャル）は、つばきファクトリーのライブビデオ。2022年2月23日にアップフロントワークス（zetimaレーベル）から発売。

## 概要
- 本作は前作『Hello! Project presents...「Premier seat」〜つばきファクトリー Premium〜』と異なり、Blu-ray盤・DVD盤の2種でリリース[1]。
- 特典としてライブフォトブックを封入。
- 2021年10月18日に開催されたグループ結成以来初の日本武道館単独コンサートの模様を完全収録[2]。

## 収録内容
1. OPENING
2. 初恋サンライズ
3. ガラクタDIAMOND
4. 低温火傷
5. ふわり、恋時計
6. MC
7. 春恋歌
8. 意識高い乙女のジレンマ
9. 青春まんまんなか!
10. 気高く咲き誇れ!
11. 独り占め
12. Just Try!
13. 笑って
14. 就活センセーション
15. I Need You 〜夜空の観覧車〜
16. ハッピークラッカー
17. MC
18. うるわしのカメリア
19. 愛は今、愛を求めてる
20. 恋のUFOキャッチャー
21. 光のカーテン
22. MC
23. 約束・連絡・記念日
24. 断捨ISM
25. 表面張力〜Surface Tension〜
26. 足りないもの埋めてゆく旅
27. 涙のヒロイン降板劇【ENCORE】
28. MC【ENCORE】
29. 今夜だけ浮かれたかった【ENCORE】
30. マサユメ【ENCORE】

### 特典映像（Blu-rayのみ）
1. メイキング映像